# Солор ап Мор
Солор (валл. Solor; умер в 470 году) — правитель Керниу (450—470).

## Биография
Солор — сын Мора ап Оуайна, последнего правителя единого Средне-Южного Уэльса. При разделении владений отца, Солор получил земли, которые стали называться Керниу. Возможно его владения были поделены между его сыновьями, каждое из которых стало называться по их имени.